# 17283 Устинов
17283 Устинов (17283 Ustinov) — астероїд головного поясу, відкритий 24 червня 2000 року.
Тіссеранів параметр щодо Юпітера — 3,075.